# Lega polmonare svizzera
La Lega polmonare è un'organizzazione elvetica della salute per persone affette da malattie polmonari e malattie delle vie respiratorie. La Lega è un'associazione che si compone di 16 leghe polmonari cantonali e dell'amministrazione svizzera. La Lega polmonare assiste persone affette da malattie polmonari e minorate nella respirazione, lancia progetti per la promozione della salute e prevenzione, offre corsi di perfezionamento per il personale medico e rappresenta l'organizzazione e i propri membri nei confronti di casse mutue e autorità, sia a livello cantonale sia a livello nazionale. In più sostiene ricercatori che operano nel settore delle malattie polmonari e delle minorazioni respiratorie.
La Lega polmonare è in contatto diretto con i malati e i familiari. Li sostiene nella gestione della loro malattia e con le necessarie apparecchiature. La Lega polmonare assiste circa 125 000 persone l'anno, che sono afflitte di malattie quali, ad esempio, asma, apnea nel sonno, BPCO, tubercolosi, cancro polmonare e altre malattie polmonari.